# Buttyin

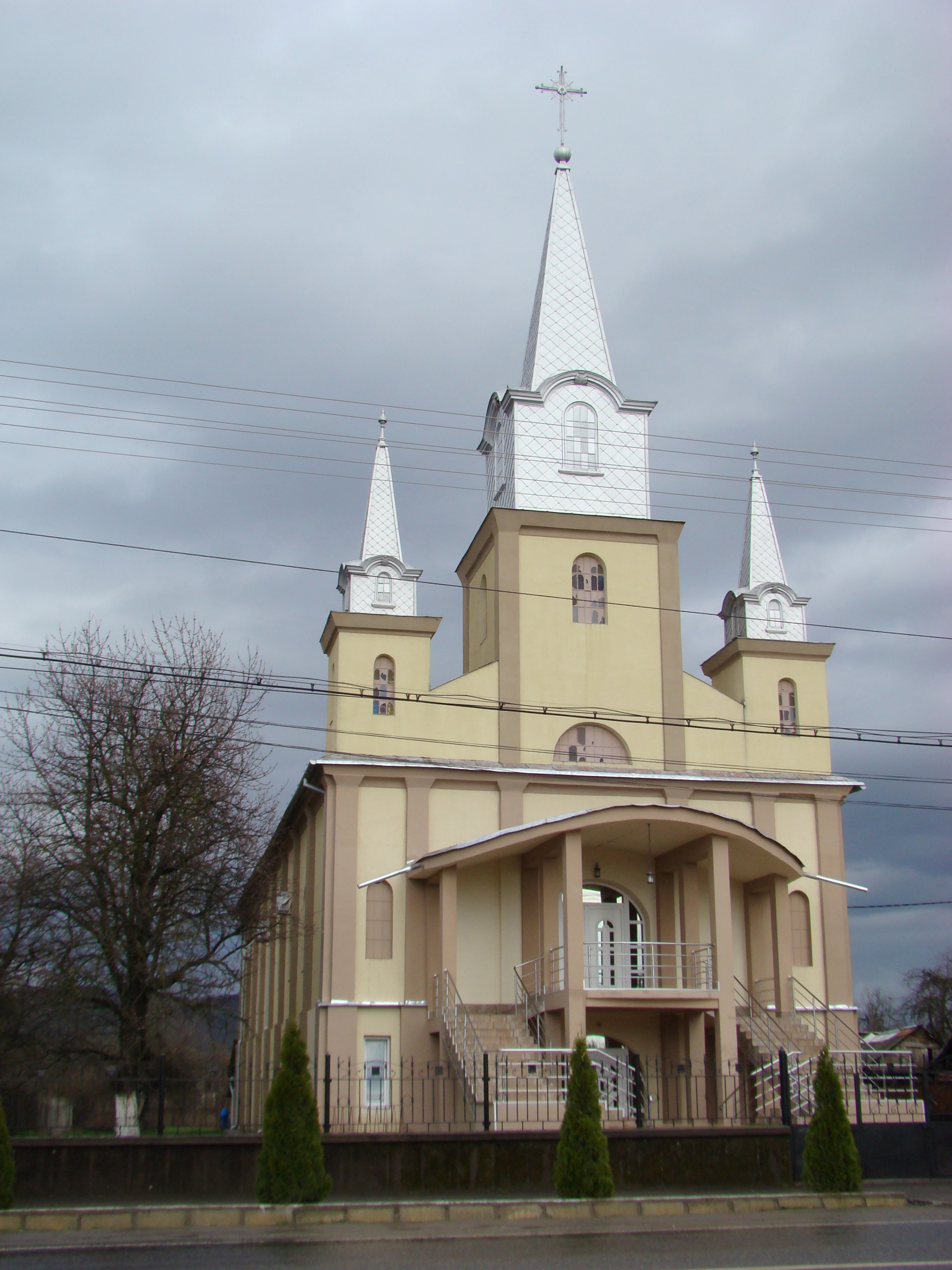
Baptista templom (1926)

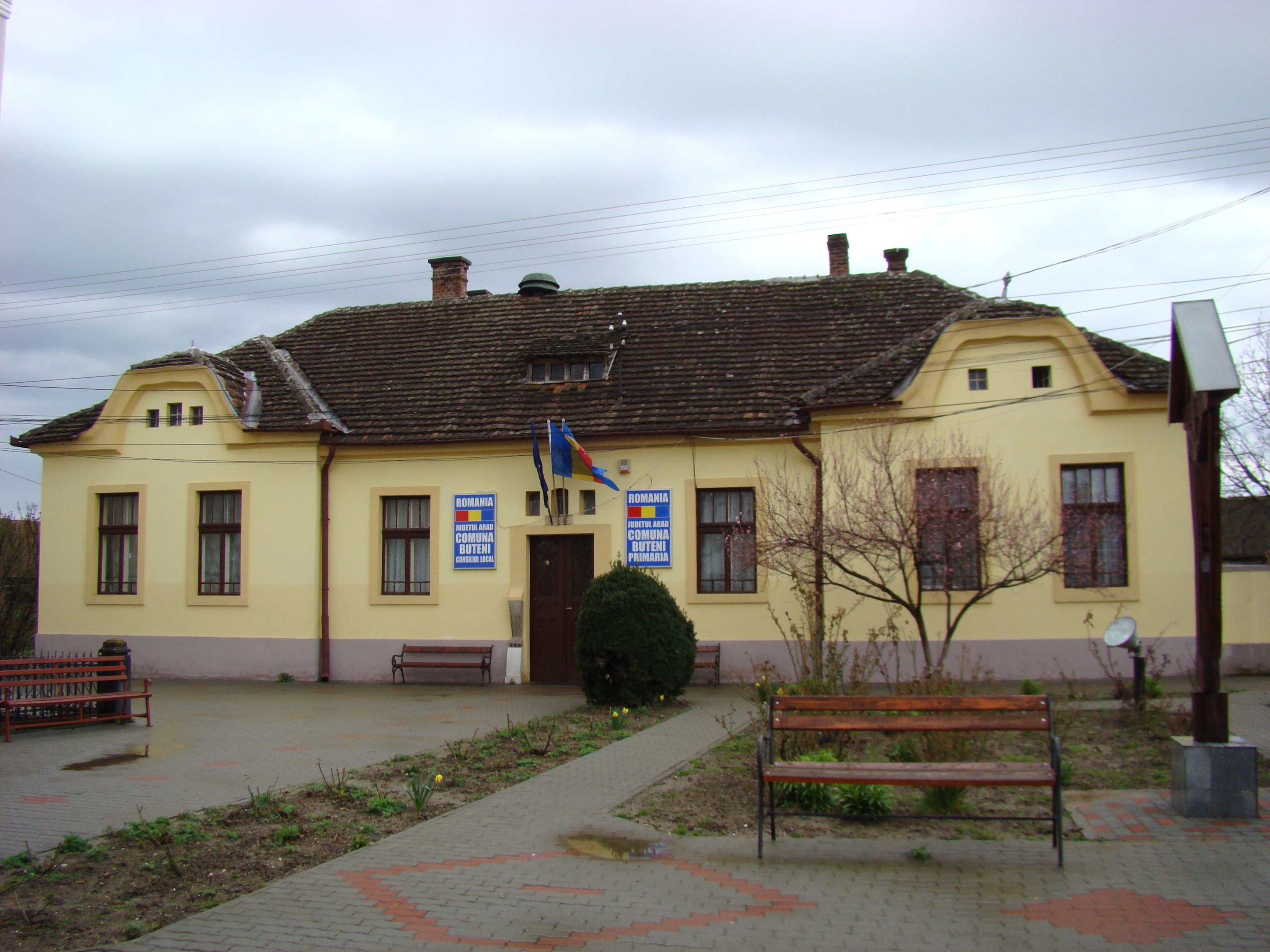
Községháza

Buttyin, 1910 és 1918 között Körösbökény (korábban Nagybuttyin, Bököny, románul: Buteni, korábban Bucin, németül: Buttin) falu Romániában, Arad megyében.

## Fekvése
Borossebestől 6 km-re délre fekszik, nem messze a Fehér-Körös és a Nádor-malomcsatorna szétválásától. 1909-ben az Országos Községi Törzskönyvbizottság által megállapított Borosbökény helyett a vármegye javasolta új nevet véglegesítették.

## Nevének eredete
Valószínűleg személynévi eredetű (ld. Bökönynél). Először egy 1202–1203 tájáról származó oklevélben említik, amely 15. századi másolatban maradt fenn: Buken. 1387-ben Buchyn, 1498-ban Bewkewn. Román nevét Károlyi Sándor 1707-ben Buttyán alakban adta meg. A Buttyin név először 1715-ben bukkant föl. Az ortodox templom 1790-es, cirill betűs feliratán Buten. 1762-es pecsétjén Butin waros, 1849-es pecsétjén Butyin m. város.

## Története
A középkorban magyar lakosságú falu volt. 1553-tól mezővárosként emlegették. 1574-ben Kurt bég birtoka volt. 
A Török hódoltság és a kuruc háborúk után román lakosságú település volt. 1715 körülre, amikor harminc családdal írták össze, már beléolvadt a korábbi Újfalu, Száldobos és Szelestye. (Utóbbira ma határnév emlékeztet.) Ekkor még külön falut képezett Barda (mai határának délnyugati csücskében) és Gross, 1720-ban négy-négy jobbágycsaláddal. 1732-től Raynald modenai herceg birtokolta. 1747-től harmincadvámja volt. Ez 1785-ben már nem létezett, vásártartási jogot azonban csak 1795-ben kapott ismét. 1793 és 1950 között ortodox esperesség székhelye volt.
Az 1755-ös összeírás 182 családfő mellett két szegény görög kereskedőt is talált. 1771-ben 150 jobbágyot, hatvan házas és öt házatlan zsellért írtak össze Buttyinban, 23 jobbágyot és 21 zsellért Bardán, 18 jobbágyot és 13 zsellért Grosson. 1791-ben már 246 jobbágy- és 63 zsellércsalád élt Buttyinban. Grosson a 27 jobbágy- és hat zsellércsalád túlnyomó többsége a Pârva családnevet viselte, amely ma is él a településen. Ekkoriban kezdődött az addig szórtan épült házak összevonása utcarendbe. A helyi hagyományban az említetteken kívül él még az egykori Ajag, Agarețe és Țărinor településrészek emléke. Mivel fatemploma az új falumag szélére került, az ortodox hívek 1794 és 1802 kőből új templomot építettek. Bardát 1820-ban hagyták ott végleg lakói.
Római katolikus egyházközségét 1806-ban alapították újra. 1828-ban népes település volt, 2456 lakossal (2250 ortodox, 181 római katolikus és 25 protestáns). Br. Dietrich József 1833-ban úgy hajtotta végre az összevont település határának tagosítását, hogy csak az igásállattal bíró családoknak jelölt ki szántóföldet. Ötvenhat szegény családfő tiltakozó levelet intézett a nádorhoz, majd megtámadta a báró kiérkező embereit. 1834-től József nádor birtoka volt. 1843-ban Arad vármegye egyik járásának székhelyévé nyilvánították. 1849-ben honvédkórház működött itt.
A 19. század második felében évi három-négy országos vásár és hetipiac színhelye, adóhivatali és pénzügyőrségi székhely volt. Jelentős volt szarvasmarha-tenyésztése, szilva- és almatermesztése. Marhavásárai 1885–1890-ben messze a legnagyobb forgalmat produkálták Arad vármegyében. Népes zsidó közösség lakta, első zsinagógájukat 1863-ban építették. A hitközség 1868 után a status quo ante irányzathoz csatlakozott. 1898-ban vagy 1899-ben építették második zsinagógájukat a település déli részén, az Erdély felé tartó út utolsó elágazásánál.
8785 kataszteri holdas határának 1897-ben 50%-a volt erdő, 34%-a szántó, 7%-a legelő és 2%-a kert. 1893-ban megalakult a Nagybuttyini Takarékpénztár, 1895-ben megnyílt első gyógyszertára. 1908-ban, százezer koronás alaptőkével létrehozták a Codrul román hitelszövetkezetet. 1895-ben alakult román baptista gyülekezete, amely 1899-ben épített magának imaházat. 1908 és 1915 között Adevărul/Solul păcii címmel itt jelent meg a román baptisták folyóirata, 1919-ben itt hozták létre a Romániai Baptista Uniót, és 1921-ben itt indult meg az egyház lelkészképző iskolája. A gyülekezet 1926-ban egy nagyobb templomot épített magának a korábbi helyén.
A román ortodoxok a régi templom helyett 1927 és 1929 között építették föl új egyházukat a főtérre, közvetlenül a római katolikus templom elé.

## Népessége
- 1842-ben 3000 ortodox, 190 római katolikus, 24 református és 15 zsidó lakosa volt.[7]
- 1900-ban 3245 lakosából 2597 fő volt román, 491 magyar, 87 német és 65 szlovák anyanyelvű; 2548 fő ortodox, 411 római katolikus, 108 zsidó, 74 görögkatolikus, 56 baptista és 53 református vallású. A lakosság 33%-a tudott írni-olvasni; a nem magyar anyanyelvűek 9%-a beszélt magyarul.
- 2002-ben 2135 lakosából 2085 fő volt román és 22 magyar nemzetiségű; 1788 fő ortodox, 216 baptista, 91 pünkösdista és 33 római katolikus vallású.

## Látnivalók
- Római katolikus temploma 1817-ben épült.
- Falumúzeum.

## Gazdasága
A község 9667 hektáros területéből 3206 hektár legelő, 2822 hektár szántó és 2497 hektár erdő.

## Híres emberek
- Gyermekkorában itt élt Degré Alajos.
- Itt született 1826-ban Mikár Zsigmond huszárkapitány, az 1848–1849. országos honvédegyletek központi bizottságának főjegyzője.
- Itt bujkált 1849-ben Nicolae Bălcescu mócnak öltözve, miután visszatért Avram Iancunál tett követségéből.
- Itt született 1887-ben Arató Andor magyar lapszerkesztő, népművelő.
- 1893-ban három napot töltött itt Ferenc József.
- Itt született 1924-ben Aradi Nóra művészettörténész.